# Suchy Wierch (Pasmo Magurskie)
Suchy Wierch (652 m n.p.m.) – szczyt w północno-zachodniej części Beskidu Niskiego.

## Położenie
Jest najwyższym szczytem w zwartym i dobrze wyróżniającym się masywie, stanowiącym północno-zachodnie zakończenie Pasma Magurskiego. Masyw ten, tworzony jeszcze przez Miejską Górę (643 m n.p.m., na północnym wschodzie) i Łysą Górę (636 m n.p.m., na zachodzie) wznosi się w wielkim zakolu rzeki Ropy między Łosiem a Szymbarkiem. Suchy Wierch jest centralnie położonym szczytem tego masywu, a odchodzący od niego na południowy wschód grzbiet łączy ten masyw przez niską przełęcz (ok. 475 m n.p.m.), przez którą przechodzi droga z Łosia do Bielanki, z głównym grzbietem Magury Małastowskiej.

## Ukształtowanie
Suchy Wierch ma formę rozległej kopy nieznacznie rozciągniętej w kierunku wschód-zachód, o średnio stromych, słabo rozczłonkowanych zboczach. Wschodnie stoki odwadnia niewielki ciek wodny, dopływ Bielanki, natomiast stoki południowe i północne – drobne potoki, uchodzące wprost do Ropy. Cała góra jest zalesiona: porastają ją lasy bukowe i jodłowo-bukowe z domieszką jaworów i innych gatunków liściastych, aktualnie (początki XXI w.) intensywnie wykorzystywane gospodarczo.

## Turystyka
Przez szczyt przebiega żółto znakowany  szlak turystyczny z Gorlic do Ropy.